# Zachvatkinibates mongolicus
Zachvatkinibates mongolicus är en kvalsterart som beskrevs av Bayartogtokh 2003. Zachvatkinibates mongolicus ingår i släktet Zachvatkinibates och familjen Punctoribatidae. Inga underarter finns listade i Catalogue of Life.